# Marzens
 Marzens  là một xã thuộc tỉnh Tarn trong vùng Midi-Pyrénéesở miền nam nước Pháp. Xã này nằm ở khu vực có độ cao trung bình 300 mét trên mực nước biển.